# فضيحة الثاليدومايد

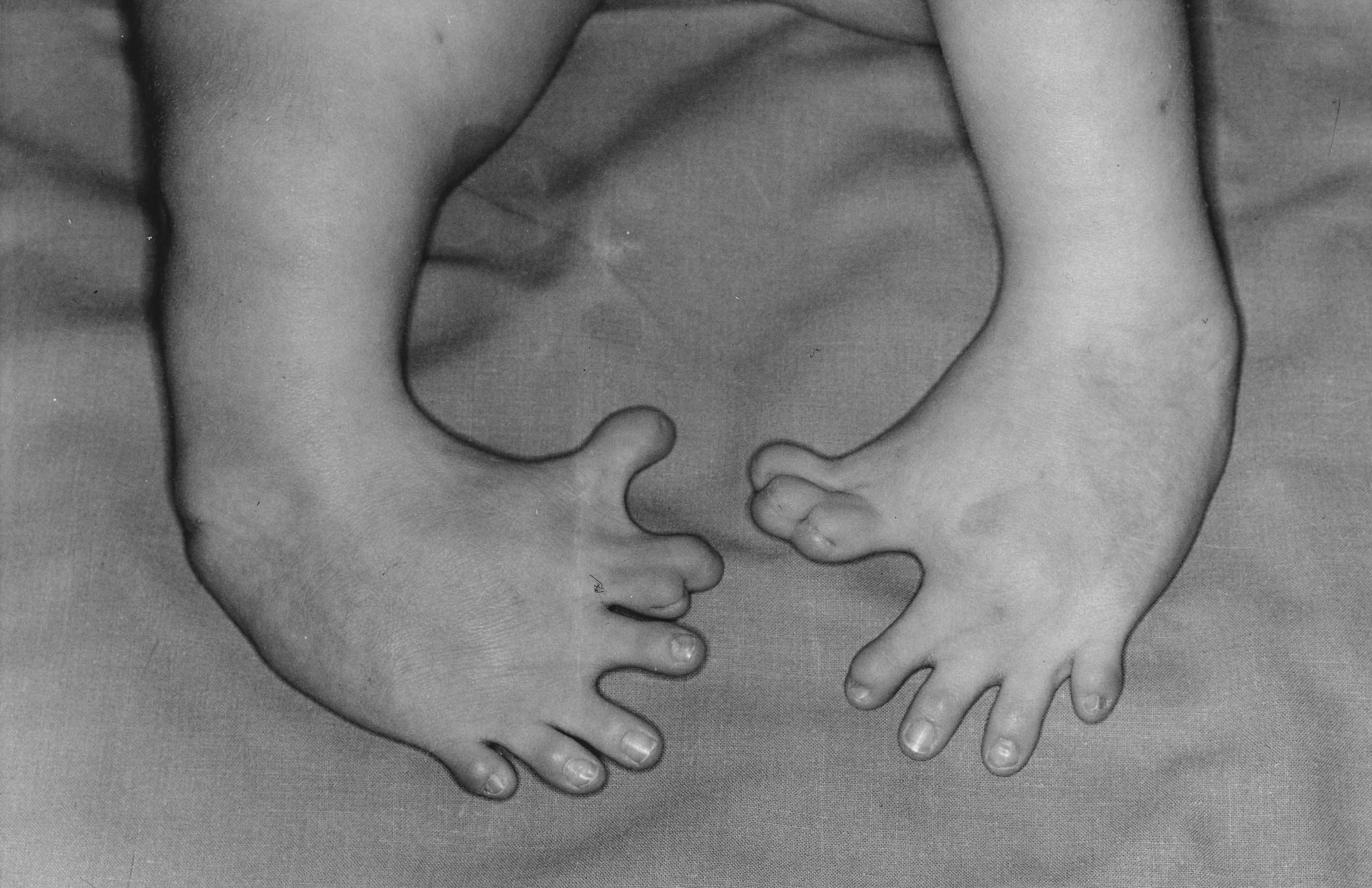
طفل وُلِدَ لأم تناولت الثاليدومايد أثناء الحمل.

في أواخر الخمسينيات وأوائل الستينيات من القرن الماضي، أدى استخدام الثاليدومايد في النساء الحوامل في 46 دولة إلى «أكبر كارثة طبية من صنع الإنسان على الإطلاق»، مما أدى إلى ولادة أكثر من 10000 طفل مع مجموعة من التشوهات الشديدة، مثل تَفَقُّمُ الأطراف، وآلاف حالات الإجهاض.
تم تقديم الثاليدومايد في عام 1956 وتم تسويقه بقوة من قبل شركة الأدوية الألمانية Chemie Grünenthal تحت الاسم التجاري Contergan كدواء للقلق، ومشاكل النوم، و «التوتر»، وغثيان الصباح.تم تقديمه كمسكن ودواء لغثيان الصباح دون اختباره على النساء الحوامل.في حين تم اعتباره في البداية آمنًا أثناء الحمل، فقد لوحظت مخاوف بشأن العيوب الخلقية في عام 1961، وتمت إزالة الدواء من السوق في أوروبا في ذلك العام.
يُقدَّر إجمالي عدد الأشخاص المتأثرين باستخدام الثاليدومايد أثناء حمل الأم بأكثر من 10000، توفي منهم حوالي 40 بالمائة في وقت الولادة أو بعده بفترة وجيزة. أولئك الذين نجوا يعانون من عيوب في الأطراف والعين والمسالك البولية والقلب.تم رفض دخول الدواء الأولي إلى السوق الأمريكية من قبل فرانسيس كاثلين أولدهام كيلسي في إدارة الغذاء والدواء. أدت العيوب الخلقية للثاليدومايد إلى تطوير تنظيم ومراقبة أكبر للعقاقير في العديد من البلدان.
ومع ذلك، على الرغم من أن مأساة الثاليدومايد حدثت منذ أكثر من 50 عامًا، لا يزال الدواء يستخدم في جميع أنحاء العالم لأسباب مختلفة. عادت حالات التشوهات الجنينية إلى الظهور رغم إرفاق ورقة تحذير بالدواء تحذر المرأة الحامل من استخدامه بشكل قاطع، إلا أن بعض النساء الحوامل استخدمته بجهل مما أدى إلى خروج أطفال مشوهين، وتم الإبلاغ عن ذلك خصوصاً في البرازيل. يعد التحكم الفعال في استخدام الثاليدومايد في المناطق التي ينتشر فيها الجذام أحد أسباب المشكلة. وسبب ذلك هو أنه تم استخدام الثاليدومايد من قبل الأطباء البرازيليين كدواء مفضل لعلاج أحد المضاعفات الناجمة عن الجذام وهي erythema nodosum leprosum  وتعرف باختصار (ENL) منذ عام 1965، وبحلول عام 1996 تم تسجيل ما لا يقل عن 33 حالة من اعتلال التطور الجنيني المرتبط بالثاليدومايد في الأشخاص الذين ولدوا في البرازيل بعد عام 1965.
منذ عام 1994، تم التحكم بدقة في إنتاج، وصرف، ووصف الثاليدومايد، ولكن على الرغم من ذلك، تستمر حالات اعتلال التطور الحنيني المرتبط بالثاليدومايد،مع ما لا يقل عن 100 حالة تم تحديدها في البرازيل بين عامي 2005 و 2010. تم توزيع 5.8 مليون حبة ثاليدومايد في جميع أنحاء البرازيل في هذه الفترة الزمنية، إلى حد كبير على البرازيليين الفقراء في المناطق التي تعاني من ضعف الوصول إلى الرعاية الصحية، وقد حدثت هذه الحالات على الرغم من الضوابط.
في عام 1998، وافقت إدارة الغذاء والدواء الأمريكية على استخدام الدواء في علاج ENL. بسبب احتمالية تسبب الثاليدومايد في حدوث تشوهات خلقية، قد يتم توزيع الدواء فقط في ظل ظروف خاضعة للرقابة الشديدة. طلبت إدارة الغذاء والدواء الأمريكية من شركة سيلجين، التي خططت لتسويق الثاليدومايد تحت الاسم التجاري ثالوميد، إنشاء نظام لتعليم الثاليدومايد ووصف برنامج مراقبة السلامة (STEPS). تشمل الشروط المطلوبة بموجب البرنامج الحد من حقوق الوصفات الطبية والصرف لوصف الأدوية والصيدليات المصرح لهم فقط، والاحتفاظ بسجل لجميع المرضى الموصوفين للثاليدومايد، وتوفير تثقيف شامل للمرضى حول المخاطر المرتبطة بالدواء، وتوفير اختبارات الحمل الدورية للنساء اللواتي يتناولن الدواء.
في عام 2010، ذكرت منظمة الصحة العالمية (WHO) أنها لا توصي بالثاليدومايد للجذام بسبب صعوبة التحكم في استخدامه بشكل مناسب، وبسبب توافر دواء أفضل وهو الكلوفازيمين.

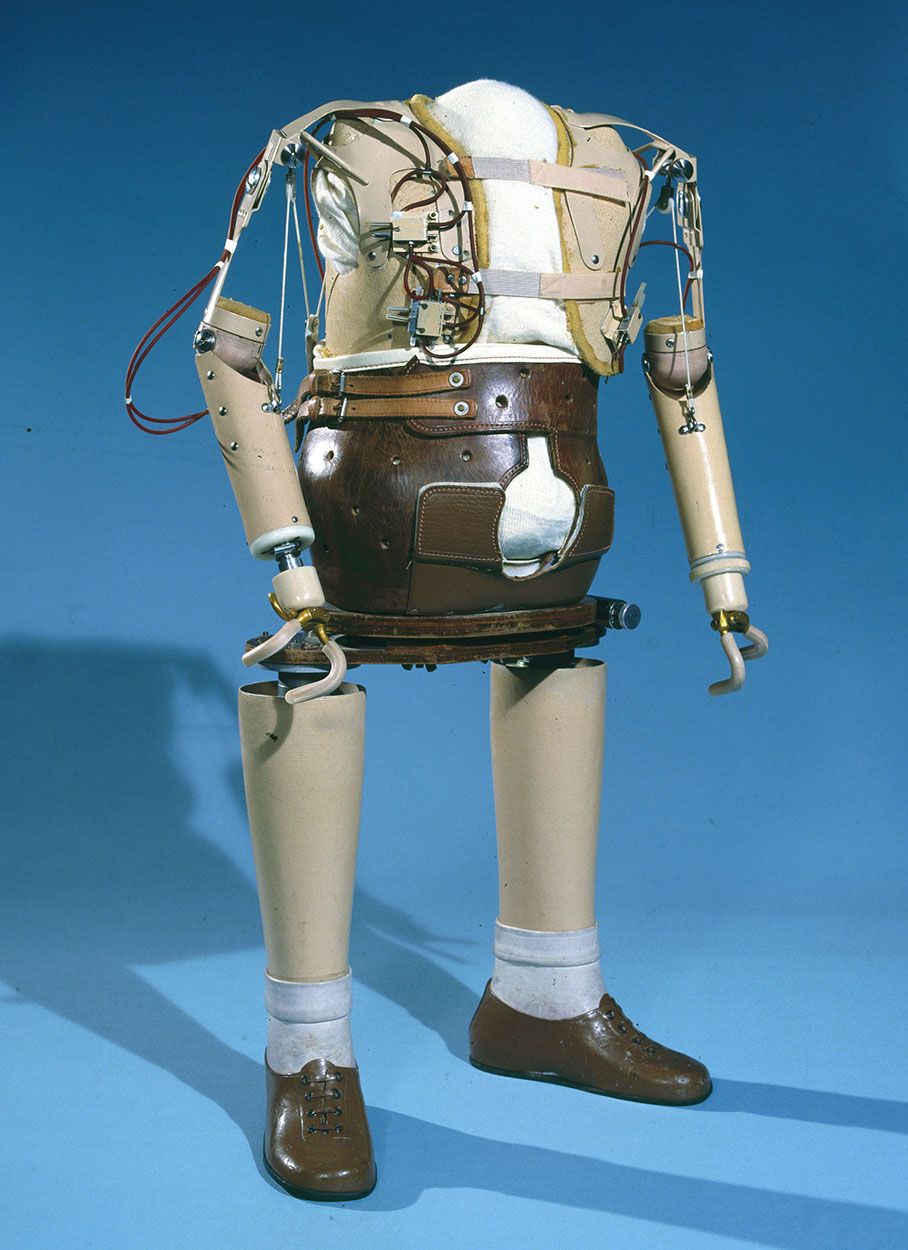
تم تصنيع هذه الأطراف الاصطناعية لطفل مصاب في الستينيات من قبل مركز تركيب الأطراف التابع لوزارة الصحة والضمان الاجتماعي في روهامبتون، لندن.

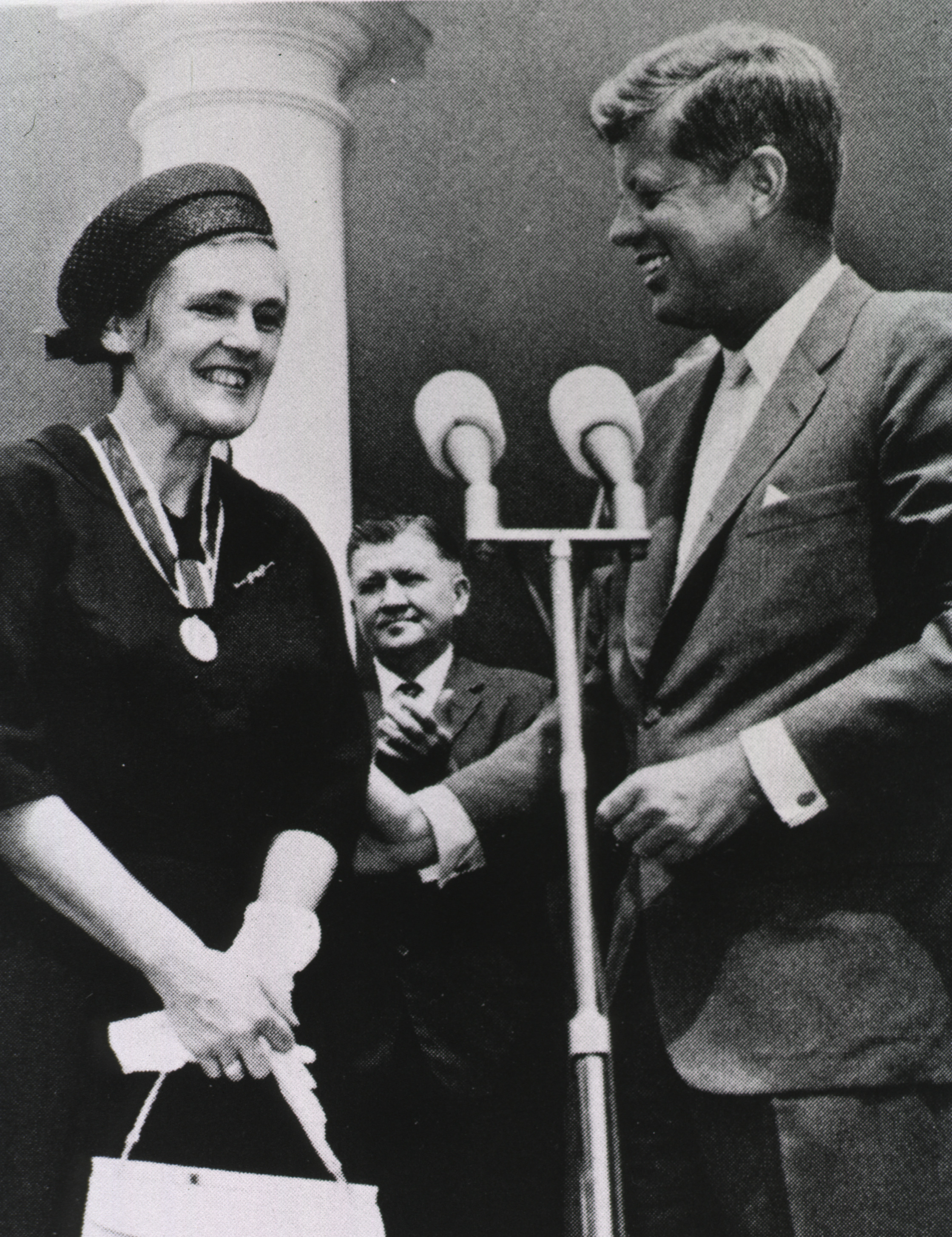
1962: حصلت عالمة الصيدلة في إدارة الأغذية والعقاقير فرانسيس أولدهام كيلسي على جائزة الرئيس للخدمة المدنية الفيدرالية المتميزة من الرئيس جون إف كينيدي لرفضها ترخيص دواء ثاليدوميد للاستعمال التجاري بسبب تخوفها من سلامته على المستخدم في الولايات المتحدة.

## مخطط زمني مختصر
- في عام 1953، تم ابتكار دواء الثاليدومايد المضاد لغثيان الصباح في ألمانيا بواسطة مجموعة جرونينثال (Grünenthal Group).
- في عام 1958، تم ترخيص الثاليدومايد لأول مرة للاستخدام في المملكة المتحدة.
- في عام 1961، كتب طبيب أسترالي، ويليام ماكبرايد (William McBride)، إلى مجلة لانسيت الطبية بعد أن لاحظ زيادة في عدد الأطفال المشوهين الذين يولدون في مستشفاه، وكل ذلك للأمهات اللاتي تناولن الثاليدومايد. تم سحب الدواء في وقت لاحق من نفس العام.
- في عام 1962، حصلت عالمة الصيدلة في إدارة الأغذية والعقاقير فرانسيس أولدهام كيلسيعلى جائزة الرئيس للخدمة المدنية الفيدرالية المتميزة من الرئيس جون إف كينيدي لرفضها ترخيص دواء ثاليدوميد للاستعمال التجاري بسبب تخوفها من سلامته على المستخدم في الولايات المتحدة.
- في عام 1972، تنشر صحيفة صنداي تايمز مقدمة في الصفحة الأولى تحت شعار «أطفالنا الثاليدومايد، سبب للعار الوطني»، كجزء من حملة طويلة الأمد للحصول على مزيد من التعويضات. في النهاية، دفعت شركة دياجيو 28 مليون جنيه إسترليني خلال السبعينيات.
- في عام 2004، تم توفير الثاليدوميد على أساس اسم المريض، مما يعني أن الأطباء لا يمكنهم إعطائه إلا على أساس كل حالة على حدة ووفقًا لتقديرهم الخاص، تحت ضوابط صارمة.
- أظهرت دراسة عام 2007 أن الثاليدومايد يمكن أن يحسن بشكل كبير فرص البقاء على قيد الحياة لمرضى سرطان نخاع العظام. يقول الباحثون إن إضافة الثاليدومايد إلى العلاج القياسي أدى إلى إطالة عمر المرضى المسنين المصابين بالورم النخاعي المتعدد بمعدل 18 شهرًا.
- في عام 2008، تمت الموافقة على الدواء لعلاج المايلوما المتعددة من قبل وكالة الأدوية الأوروبية.
- في عام 2009 ادعى علماء في جامعة أبردين أنهم حلوا «لغز 50 عامًا» بعد اكتشاف كيف يتسبب الثاليدومايد في حدوث عيوب في الأطراف. ووجدوا أن أحد مكونات الدواء يمنع نمو أوعية دموية جديدة في نمو الأجنة، مما يعيق نمو الأطراف. وافقت الحكومة على دفع منحة قدرها 20 مليون جنيه إسترليني لصندوق ثاليدومايد على مدى ثلاث سنوات، بعد حملة أخرى من قبل الصنداي تايمز.
- في عام 2010، وزير الصحة مايك أوبراين يقدم اعتذارًا رسميًا لضحايا الثاليدومايد، معربًا عن «خالص أسفه وتعاطفه العميق» نيابة عن الحكومة. تلقى الاعتذار ردود فعل متباينة من الضحايا، حيث وصفه البعض بأنه قليل جدًا ومتأخر جدًا. يتلقى ثمانية عشر من الناجين من الثاليدومايد في إيرلندا الشمالية اعتذارًا رسميًا وتعويضًا قدره مليون جنيه إسترليني من الجمعية المفوضة.
- في عام 2012، أصدر مخترع الثاليدومايد، مجموعة جرونينثال (Grünenthal Group)، بيانًا يقول فيه إنه يأسف لعواقب الدواء. في نفس العام، وافقت إدارات الصحة في جميع الدول الأربع في المملكة المتحدة على دفع منحة الصحة لمدة عشر سنوات حتى عام 2022 .[15][16]

## حالات ملحوظة

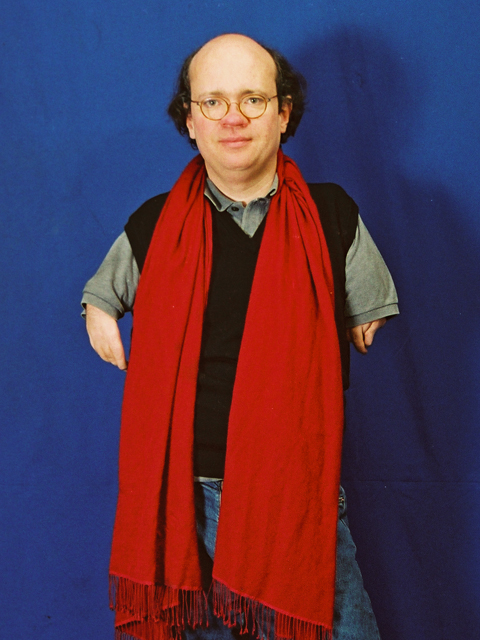
نيكو فون غلاسو، صانع أفلام ألماني

## طالع أيضًا
- ثاليدومايد
- تفقم الأطراف
- فرانسيس كاثلين أولدهام كيلسي

## روابط خارجية
- ثاليدومايد: قصة درامية لدواء حير الأطباء.

- نشرة منظمة الصحة العالمية للصيدلة الإخبارية رقم 2، 2003 - انظر الصفحة 11، مقالة رئيسية
- المحفوظات الرقمية CBC - الثاليدومايد: حبوب مُرة، وعود محطمة
- ذكرني مرة أخرى، ما هو الثاليدومايد وكيف تسبب في الكثير من الضرر؟ . المحادثة، 7 ديسمبر 2015